# Maria Stachiewicz
Maria (Maryla) Jadwiga Stachiewicz z Sawickich (ur. 1892 – zm. 31 grudnia 1972 w Warszawie) – polska działaczka niepodległościowa, żołnierz Polskiej Organizacji Wojskowej.
Od 1906 członkini Polskiej Partii Socjalistycznej - Frakcji Rew.. Członkini Związku Młodzieży Postępowo-Niepodległościowej oraz stow. „Promień” w Krakowie. Działała także w Towarzystwie Uniwersytetu Ludowego im. A. Mickiewicza. W latach 1912–1914 członkini Oddziału Żeńskiego Związku Strzeleckiego w Krakowie. Od stycznia 1913 sekcyjna.
W l.1916-1918 członkini i plutonowa Oddziału Żeńskiego Polskiej Organizacji Wojskowej w Warszawie. W listopadzie 1918 oddelegowana do żandarmerii POW bierze udział w rozbrojeniu Niemców.
W okresie międzywojennym członkini Polskiej Organizacji Wolności potem Związku Peowiaków Działaczka Federacji Polskich Związków Obrońców Ojczyzny. Należała także Związku Pracy Obywatelskiej Kobiet.  Uczestniczka i organizatorka Kongresu Społeczno-Obywatelskiej Pracy Kobiet (25–30 czerwca 1938). 
Pochowana wraz z mężem w grobowcu rodzinnym na Cmentarzu Wojskowym na Powązkach w Warszawie (kwatera A 5-7-17).

## Rodzina
Była córką Jana i Aleksandry z Żelechowskich, siostrą generała Kazimierza Sawickiego. Od 1916 żona generała Juliana Stachiewicza. Mieli dwóch synów: lotnika, płk. WP Mieczysława (1917–2020) i Kazimierza (1920–2002).